# 纹喉鹎
纹喉鹎（学名：Pycnonotus finlaysoni）为鹎科鹎属的鸟类。分布于中南半岛以及中国大陆的云南等地，一般生活于不详。该物种的模式产地在马来西亚马六甲。

## 亚种
- 纹喉鹎云南亚种（学名：Pycnonotus finlaysoni eous）。在中国大陆，分布于云南等地。该物种的模式产地在越南南部。[2]